# 陇县薹草
陇县薹草（学名：Carex paracuraica）为莎草科薹草属的植物。分布于中国大陆的陕西等地，生长于海拔1,900米的地区，多生长在谷地，目前尚未由人工引种栽培。